# Tonton Macoute
Tonton Macoute var præsidentens privatmilits i Haiti. Gruppen blev oprettet i 1959 af François Duvalier "Papa Doc" to år efter at han blev præsident. Navnet (bogstaveligt "Onkel stråtaske") kom fra et navn fra haitisk voodoo for manden med leen. Da sønnen Jean-Claude Duvalier "Baby Doc" overtog præsidentposten efter faderens død i 1971, fik privatmilitsen det officielle navn Milice de Volontaires de la Sécurité Nationale (MVSN).

## Eksternt link
- Tonton Macoute Militia

| Historie | Spire Denne historieartikel er en spire som bør udbygges. Du er velkommen til at hjælpe Wikipedia ved at udvide den. |